# 15805 Murakamitakehiko
15805 Murakamitakehiko è un asteroide della fascia principale. Scoperto nel 1994, presenta un'orbita caratterizzata da un semiasse maggiore pari a 2,2712160 UA e da un'eccentricità di 0,1964292, inclinata di 5,51891° rispetto all'eclittica.